# Quednaucallis nigropunctatus
Quednaucallis nigropunctatus är en insektsart som först beskrevs av Tao 1964.  Quednaucallis nigropunctatus ingår i släktet Quednaucallis och familjen långrörsbladlöss. Inga underarter finns listade i Catalogue of Life.